# Продавале-Каза Мањани (Пјаченца)
Продавале-Каза Мањани је насеље у Италији у округу Пјаченца, региону Емилија-Ромања.
Према процени из 2011. у насељу је живело 78 становника. Насеље се налази на надморској висини од 292 м.